# دهستان طولارود
دهستان طولارود نام دهستانی در بخش مرکزی شهرستان طوالش، استان گیلان در ایران است. براساس سرشماری مرکز آمار ایران در سال ۱۳۸۵، جمعیت آن ۲۹۰۶۱ نفر (۴۲۸۰ خانوار) بوده‌است.طولارود امروزه جزو شهر تالش(هشتپر) به حساب می آید و دانشگاه پیام نور تالش و دانشگاه آزاد و مدرسه استعداد های درخشان میرزا کوچک خان تالش در طولارود قرار دارد.